# Бестам (Туркестанская область)
Бестам (каз. Бестам) — село в Отырарском районе Туркестанской области Казахстана. Входит в состав Маякумского сельского округа. Код КАТО — 514845300.

## Население
В 1999 году население села составляло 175 человек (92 мужчины и 83 женщины). По данным переписи 2009 года, в селе проживало 148 человек (69 мужчин и 79 женщин).